# ウォルドルフ＝アストリア
ウォルドーフ・アストリア・ニューヨーク（The Waldorf-Astoria）は、アメリカ合衆国ニューヨーク市マンハッタン区ミッドタウンにある高級ホテル。49丁目と50丁目の間のパーク・アベニュー301号に所在する。

## 概要

### アメリカを代表するホテル

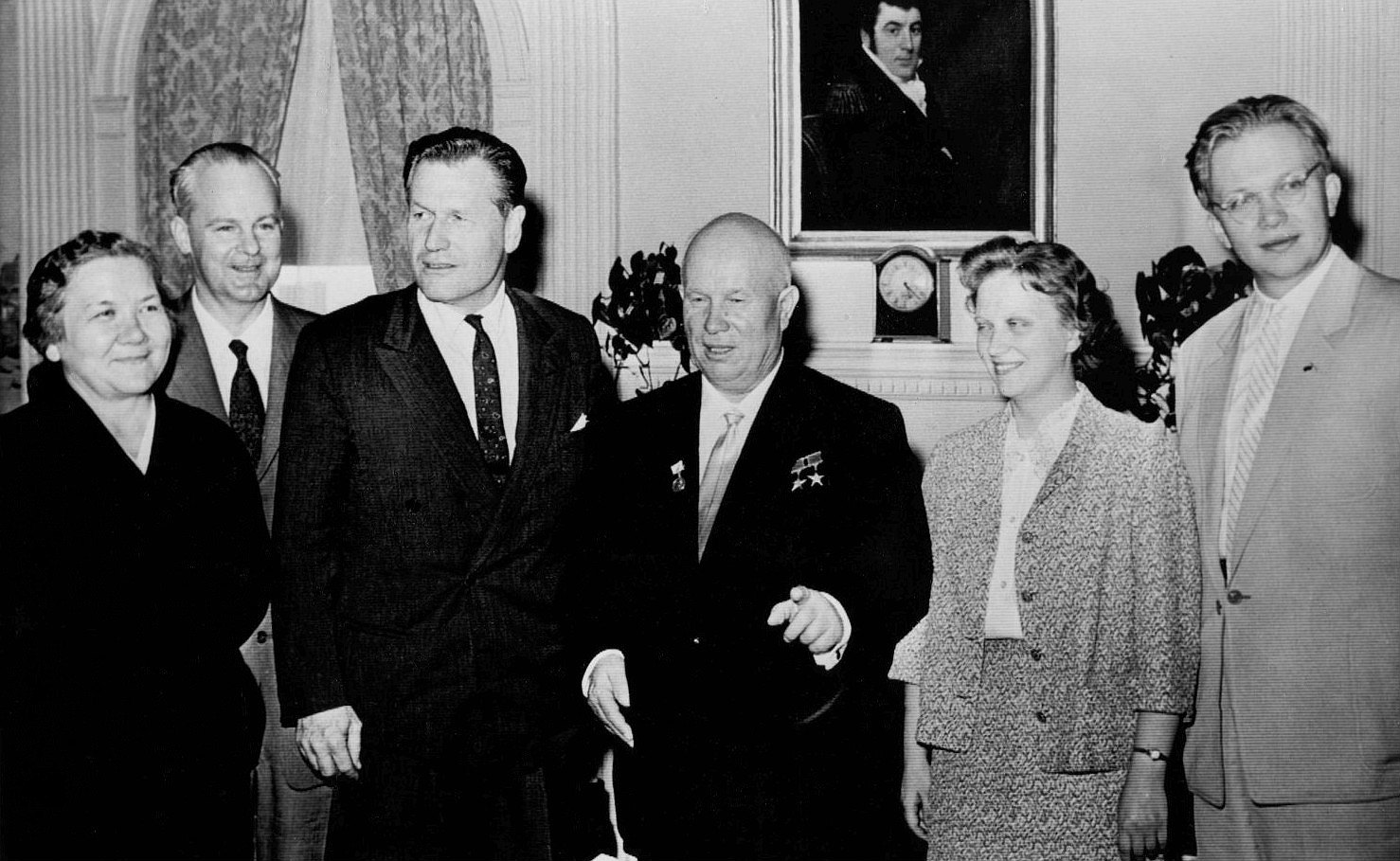
ウォルドーフ・アストリアにてニューヨーク州知事（当時）のネルソン・ロックフェラー（中央左）とソビエト連邦のニキータ・フルシチョフ書記長（中央右）、1959年

オープン当初から、ニューヨークのみならずアメリカを代表する高級ホテルとして内外に知られ、ニューヨーク市を訪れる歴代アメリカ大統領、国王などの元首クラスの賓客が数多く宿泊してきたホテルとしても知られている。冷戦時代にアメリカと対立したソ連のニキータ・フルシチョフ、キューバのフィデル・カストロ、パレスチナ自治政府のヤセル・アラファトも訪れ、国連やニューヨークにやってきた各国政府の首脳会談や大企業のカンファレンスなどが頻繁に行われるマンハッタンを代表するランドマークのひとつとなっている。なお、アメリカを公式訪問した日本の昭和天皇や歴代首相も宿泊している。政治家や王族、セレブリティだけでなく、アラブの石油王やバブル崩壊前の日本の裕福なビジネスマンなど海外の富豪も好んで宿泊し、1954年から2年ごとに上流階級が集まるインターナショナル・デビュタント・ボールは世界で最も権威があるデビュタントボールとされ、富と権力と名声の象徴であった。
アメリカ同時多発テロ事件の翌年の2002年には、同事件で「主要な目標となったニューヨークを支援する」という目的で初めてニューヨークで開催された世界経済フォーラムによる「ダボス会議」が行われた。

### 多彩な「住人」
古くは第31代米大統領のハーバート・フーヴァーと第34代米大統領のドワイト・アイゼンハワー、ダグラス・マッカーサー元帥、ラッキー・ルチアーノやフランク・コステロらニューヨークのマフィア最高幹部、セレブのエリザベス・テイラーやヒルトン一族なども自邸として使用していたこともある。

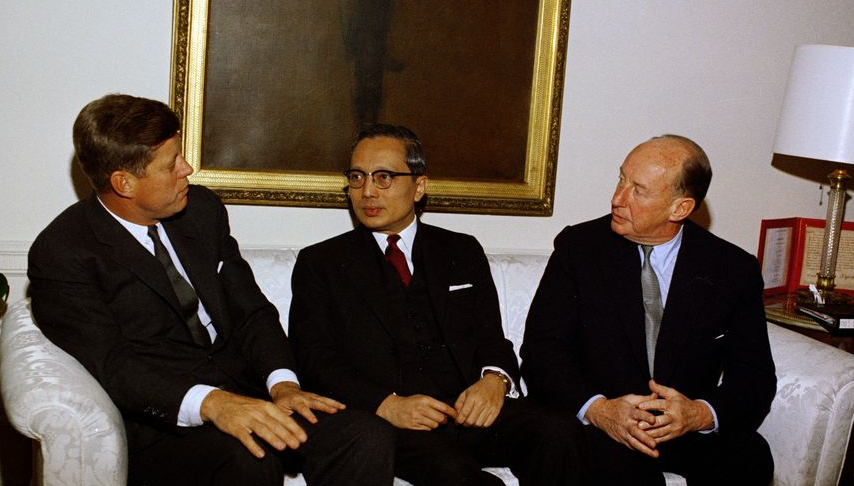
ウォルドルフ＝アストリアにてジョン・F・ケネディ米大統領、ウタント国連事務総長、アドレー・スティーブンソン米国連大使（1962年）

42階のスイートルームは国際連合本部ビルがニューヨークに建設され始めた1947年からアメリカ合衆国国際連合大使の公邸として借り上げられ、1960年に新しい公邸としてニューヨークのサットン・プレイスが米国政府に寄贈されるも当時の米国連大使アドレー・スティーブンソンは拒否したため、1972年にサットン・プレイスは国連に寄贈されて国際連合事務総長の公邸となった。後の第41代大統領であるジョージ・H・W・ブッシュなど歴代米国連大使の自邸でもあったが、後述する2014年の中華人民共和国の企業による買収とそれに伴う改修を受け、政府の機密が漏れることを防ぐことを理由に廃止された。

### 「ウォルドーフ・アストリア・コレクション」
2005年1月からはヒルトンホテルチェーンの最上級クラスのホテルが「ウォルドーフ・アストリア・コレクション」（現：ウォルドーフ・アストリア・ホテルズ&リゾーツ）と呼ばれるようになった。なお、ヒルトンに買収され、自社所有ホテルとなった中でヒルトンの名前が入らないホテルは、ウォルドーフ・アストリア以外にはシカゴの名門ホテルの「ドレイク・ホテル」しか存在しなかった。
現在「ウォルドーフ・アストリア」を冠したホテルとしては、ニューヨークのウォルドーフ・アストリアと同タワーのほか、ウォルドーフ・アストリア・オーランド（フロリダ州オーランド）、ウォルドーフ・アストリア・パークシティ（ユタ州パークシティ）、ウォルドーフ・アストリア・ビバリーヒルズ（カリフォルニア州ビバリーヒルズ）、ウォルドーフ・アストリア・バンコク（タイ王国・バンコク）、ウォルドーフ・アストリア・ベルリン（ドイツ・ベルリン）、上海外滩华尔道夫酒店（上海クラブビル）、北京华尔道夫酒店（中国・北京）、成都华尔道夫酒店（中国・成都）、 厦門华尔道夫酒店（中国・アモイ）などがある。2025年には、日本初となるウォルドーフ・アストリア大阪がグラングリーン大阪に開業を予定している。

## 歴史

### 開業

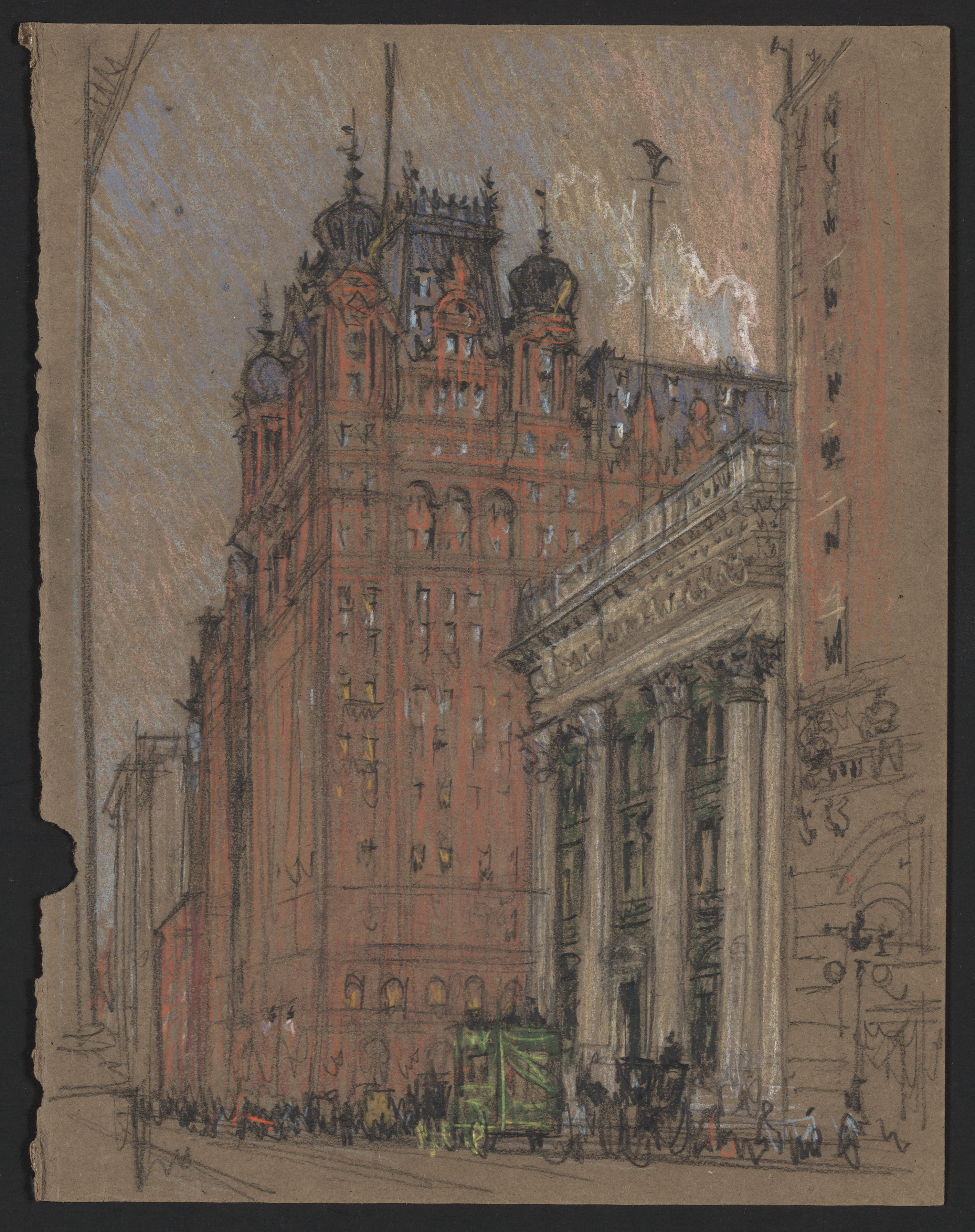
開業時の建物

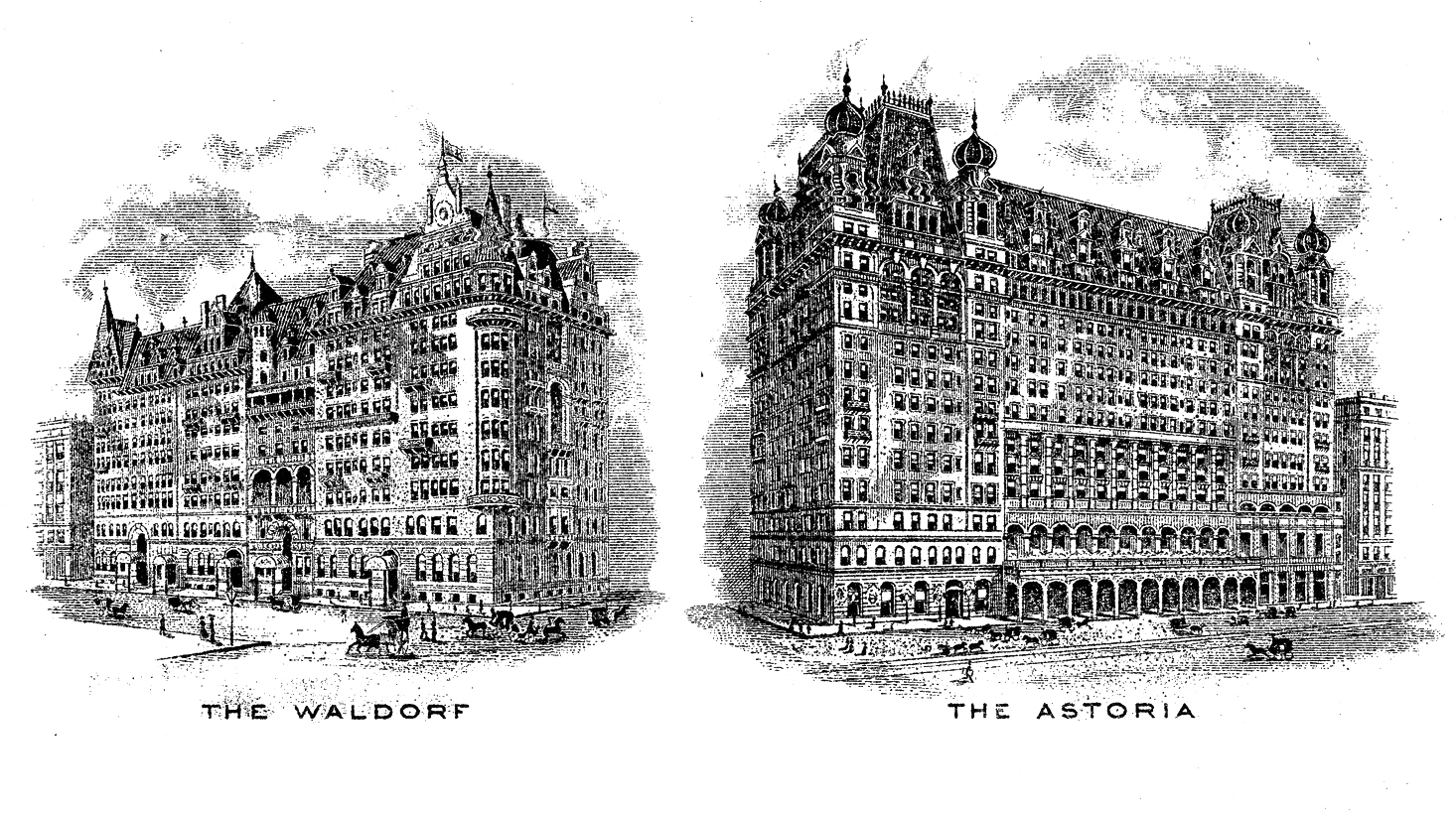
1915年当時のウォルドルフホテルとアストリアホテル

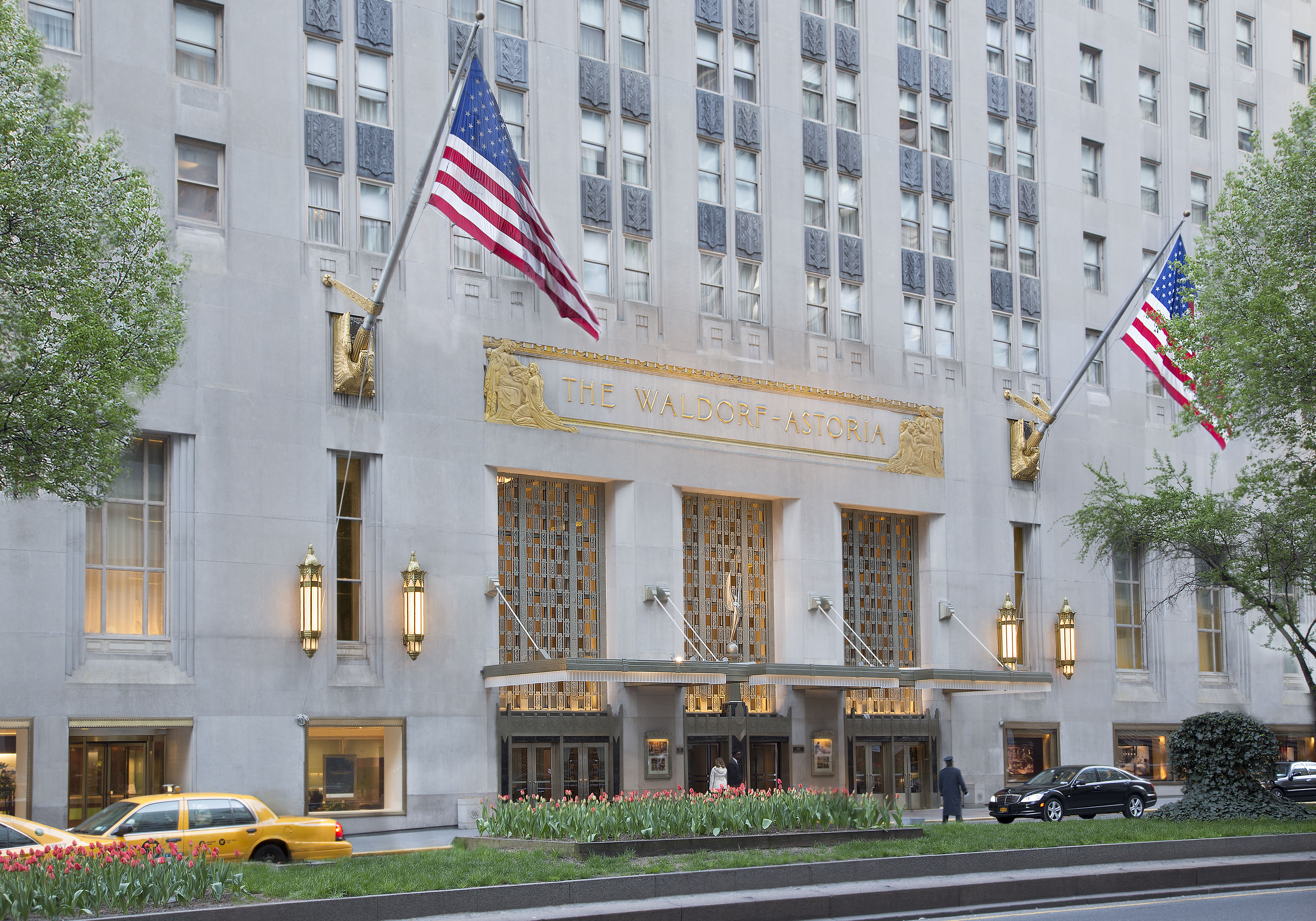
本館のエントランス外観

「ウォルドーフ」とは、アメリカ最初の億万長者であるアスター家初代当主のジョン・ジェイコブ・アスターの出身地、ドイツのヴァルドルフに由来し、「アストリア」はアスターという家名に由来する。1893年にアスター家の4代目ウィリアム・ウォルドルフ・アスターが建設した13階建ての「ウォルドルフ・ホテル」と、その隣に従兄弟のジョン・ジェイコブ・アスター4世が1897年に建てた17階建ての「アストリア・ホテル」がその起源である。
ウィリアムは、叔母でありジョン・ジェイコブ4世の母であるニューヨーク社交界の大物・キャロライン・ウェブスター・シャーマーホーン・アスター（Caroline Webster Schermerhorn Astor）と折り合いが悪く、5番街にあったキャロラインの邸宅（現在のエンパイアステートビルディングの場所）を日陰にするために高層ホテル「ウォルドルフ・ホテル」を建てた。その経営には、フィラデルフィアで豪華ホテルのベルビュー（Bellevue）を経営するジョージ・ボルト（George Boldt）が招かれた。ウォルドルフ・ホテルはたちまちニューヨークの社交界の花形の舞台となった。
家を日陰にされたキャロラインとその息子ジョン・ジェイコブ・アスター4世は、ホテルを拡大しようとしていたボルトの勧めもあり、確執の相手だったウィリアムの隣地を売り払ってアップタウンに移転し、跡地にウォルドルフ・ホテルより4階高い「アストリア・ホテル」を建設した。このホテルもボルトが経営した。ピーコック・アレーという小路を挟んで建つ両ホテルは、ボルトの経営により一体となり、ウォルドーフ・アストリアは世界最大級のホテルとなった。

### 移転
当初は現在のエンパイアステートビルディングのある場所に立っていたが、同ビルが建設されるために1929年に取り壊され、世界大恐慌下の1931年に現在のパーク・アヴェニューに再建されて再オープンした。ソビエト連邦のホテル・ウクライナに超されるまで世界一背の高いホテルだった。
建物の内外のデザインの随所に、当時流行の先端であったアール・デコ様式が取り入れられており、その為にアメリカの歴史的建築物に指定されている。またオープン時、ウォルドーフ・アストリア楽団にザビア・クガートが招かれている。

### ヒルトン傘下へ
このホテルを買収することを夢見ていた大手ホテルチェーンのヒルトンホテルズ創始者コンラッド・ヒルトンは1949年にウォルドーフ・アストリアを手に入れた。その後はニューヨークのみならずアメリカを代表する高級ホテルとして君臨し、現在は、ヒルトンのホテルとなっている。
2005年1月からは、ヒルトンの最上級ブランドのホテルが「ウォルドーフ・アストリア・コレクション」と呼ばれるようになった。2007年には母体のヒルトンホテルズが投資ファンド運用会社ブラックストーン・グループに買収されたことにより、ウォルドーフ・アストリアも同グループの所有となったが、2013年に再び売りに出された。

### 中華人民共和国企業による買収
2014年10月、中華人民共和国の保険会社で鄧小平一族と繋がりを持つ政商の呉小暉が経営する安邦保険集団（2018年2月の呉小暉への訴追から中国共産党政府が完全に管理する事実上の国営企業となった）によって、100年間ヒルトンが運営に携わる条件の下、およそ19億5000万ドル（約2100億円）というホテルの売却ではアメリカ史上最高額で買収された。アメリカのメディアは1989年10月に当時バブル景気だった日本の三菱地所がロックフェラー・センターをおよそ8億4600万ドル（約1200億円）で買収した衝撃と比較した。
買収により大規模な改修を行なう予定であるが、その際に同国の諜報機関によって盗聴器が仕掛けられる可能性などが取りざたされ、アメリカ合衆国国務省は2015年以降は防諜を理由に利用しないことを発表した。2016年3月時点でも米国連大使の公邸だったが、2017年1月に米国連大使となったニッキー・ヘイリーが同じニューヨークの50 United Nations Plazaを借り上げたことが報じられた。

## 建物

### 本館・タワーズ

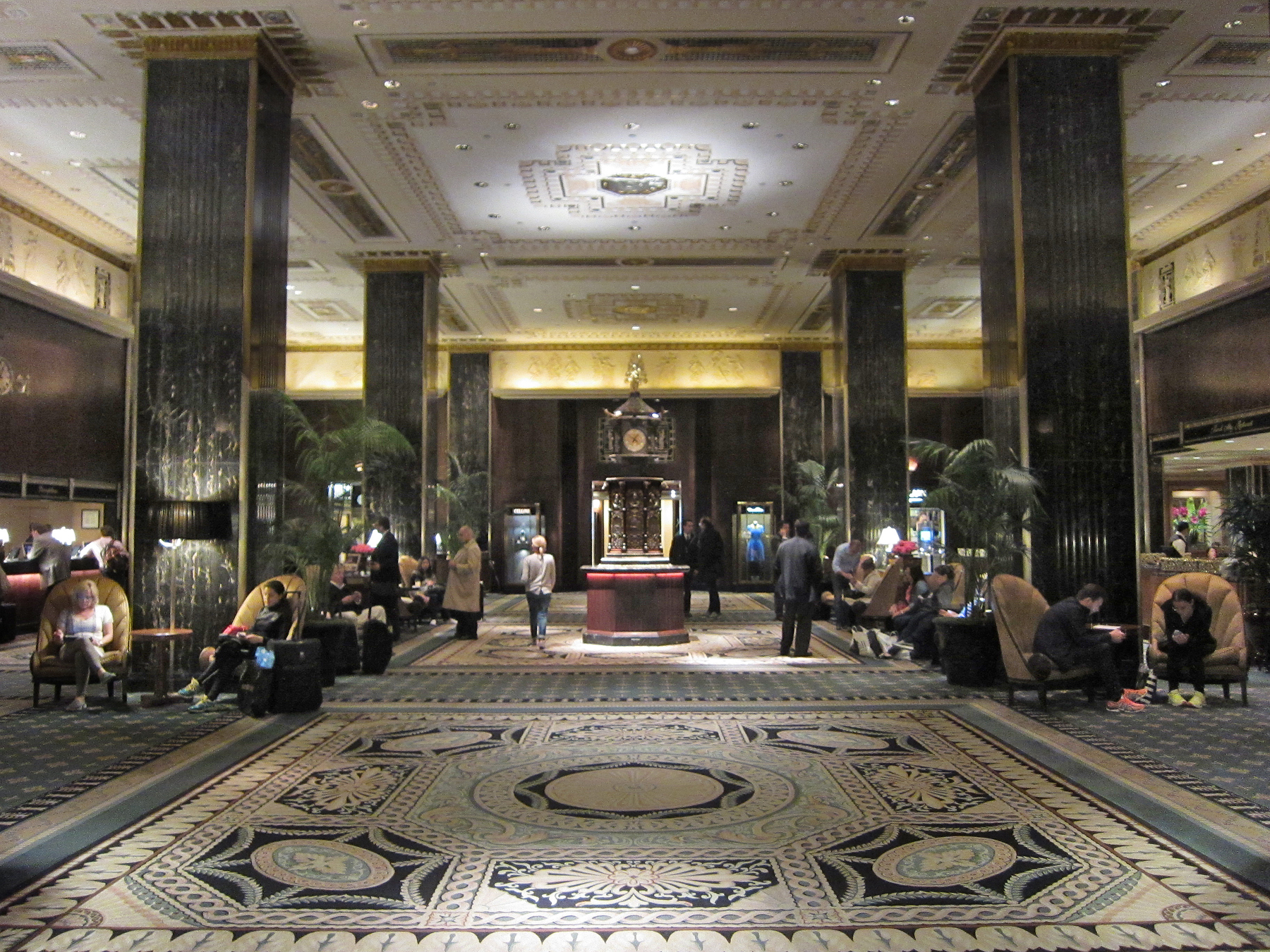
ロビー

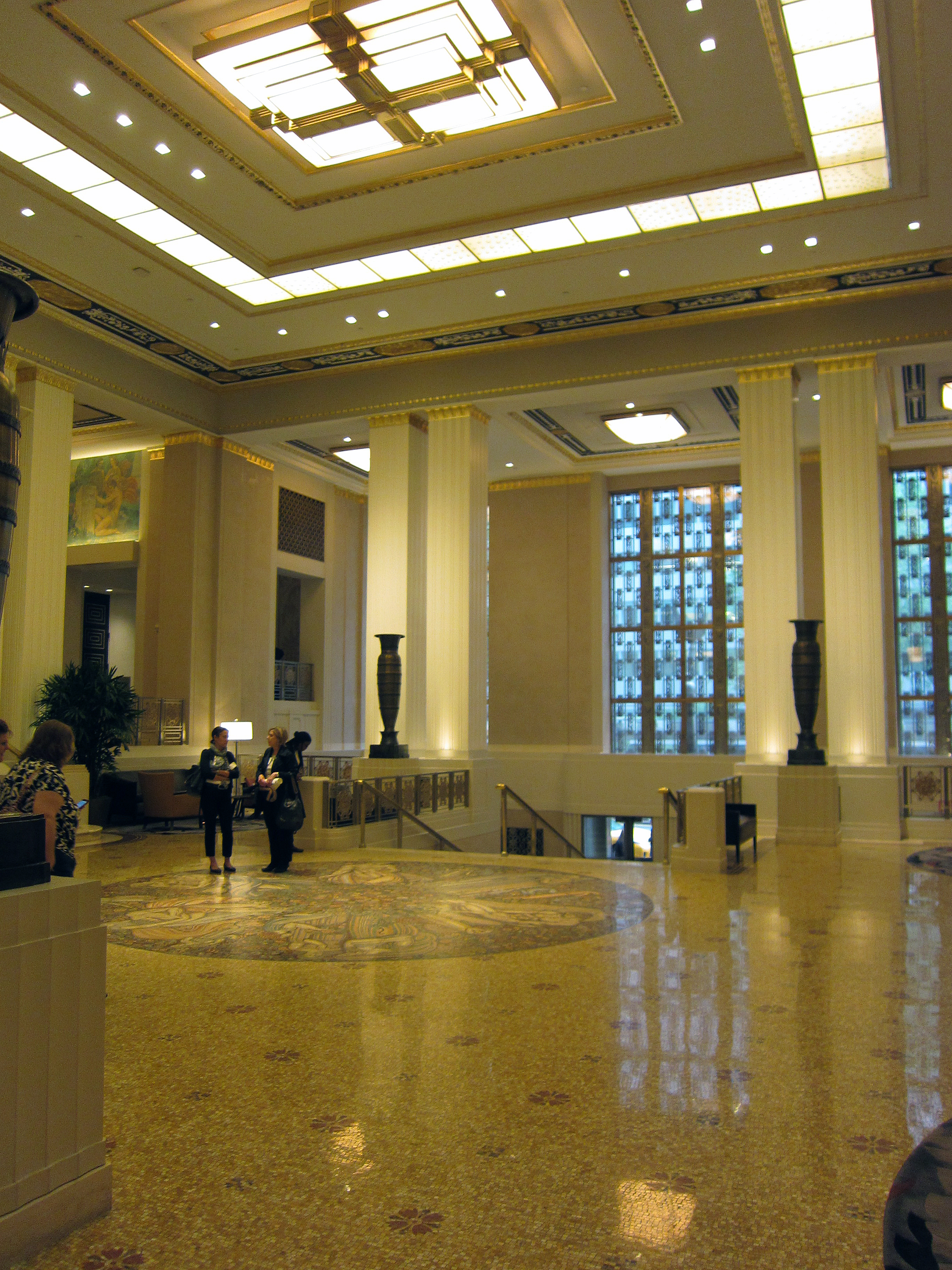
本館のエントランス内部

47階建ての「ウォルドーフ・アストリア」（本館）と、違う出入口を持つ25階建ての「ウォルドーフ・タワーズ」の2つのホテルから構成されている。
2007年度より「ウォルドーフ・タワーズ」も含めて、「ウォルドルフ＝アストリア」とともにヒルトンホテルの「ウォルドーフ・アストリア・コレクション」に組み入れられている。

### レストラン
- ピーコック・アレー（Peacock Alley）
- ブル&ベアー（Bull and Bear Steakhouse & Bar）
- 稲ぎく(2009年11月29日に閉店）
- オスカーズ（Oscar's American Brasserie）

### 鉄道引き込み線
グランド・セントラル駅からの地下鉄の引き込み線がつながっており、フランクリン・ルーズベルト大統領やアドレー・スティーブンソン国連大使などアメリカ政府の要人のみ利用できる秘密の「61番線」がかつて存在していた。

## 著名な宿泊者

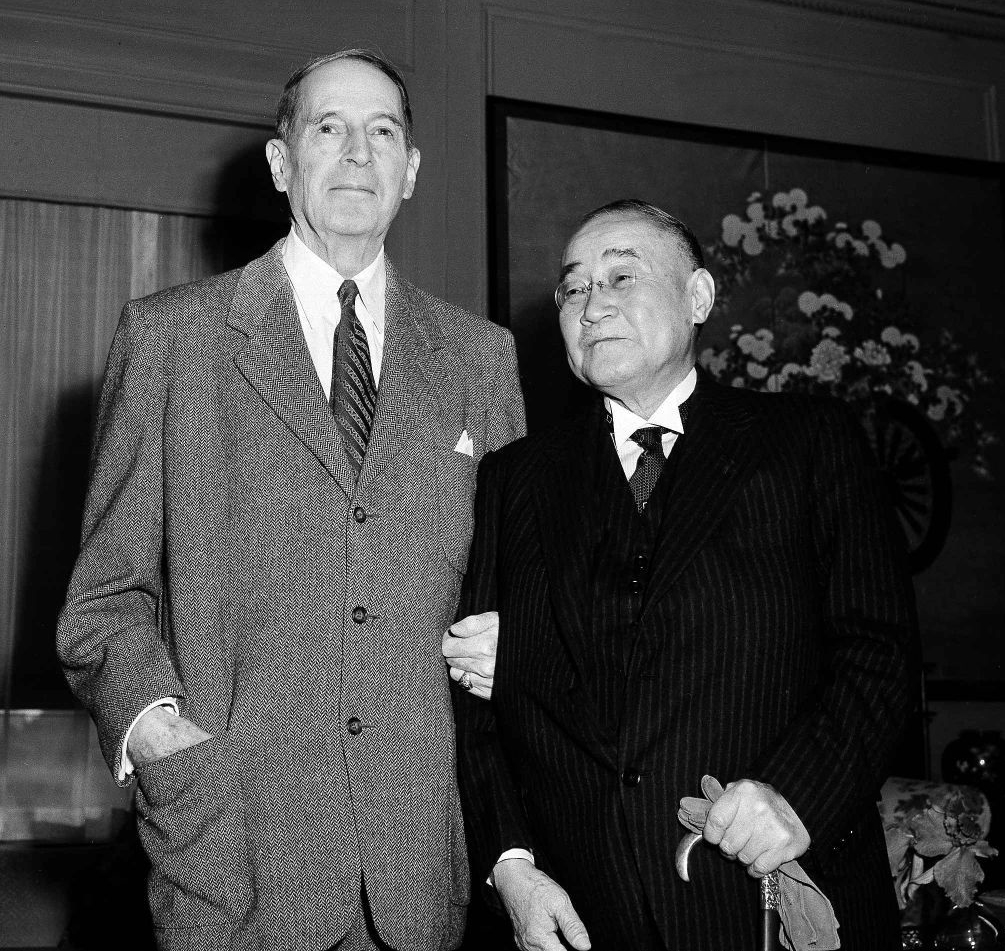
ウォルドルフ＝アストリアに宿泊するダグラス・マッカーサー（左）を訪ねた吉田茂（1954年）

- ハーバート・フーヴァー[1]
- ドワイト・D・アイゼンハワー[11]
- ダグラス・マッカーサー[1]
- ニコラ・テスラ
- マリリン・モンロー[36]
- エリザベス・テイラー
- フランク・シナトラ
- コール・ポーター
- ラッキー・ルチアーノ[12]
- バグジー・シーゲル[37]
- フランク・コステロ[12]
- パリス・ヒルトンとその一家[13]

## 映画
アメリカを代表する高級ホテルとして、また、マンハッタンのランドマークとして有名なことから、数多くの映画の舞台ともなっている。
- 「Week-End at the Waldorf」　（1945年）- ジンジャー・ロジャース主演でヒットし、ホテルを一躍有名にした。
- 「ゴッドファーザー PART II」（1974年）
- 「星の王子 ニューヨークへ行く」（1988年）
- 「ウディ・アレンの重罪と軽罪」（1989年）
- 「ゴッドファーザー PART III」（1989年）
- 「セント・オブ・ウーマン/夢の香り」（1992年）
- 「セレンディピティ」（2001年）
- 「メイド・イン・マンハッタン」（2002年）
- 「ピンクパンサー」（2006年）